# Paleosélli
Paleosélli, en grec moderne : Παλαιοσέλλι, est un village du dème de Kónitsa, district régional d'Ioánnina, en Épire, Grèce.
Selon le recensement de 2011, la population du village compte 45 habitants.